# Base Naval de San Diego

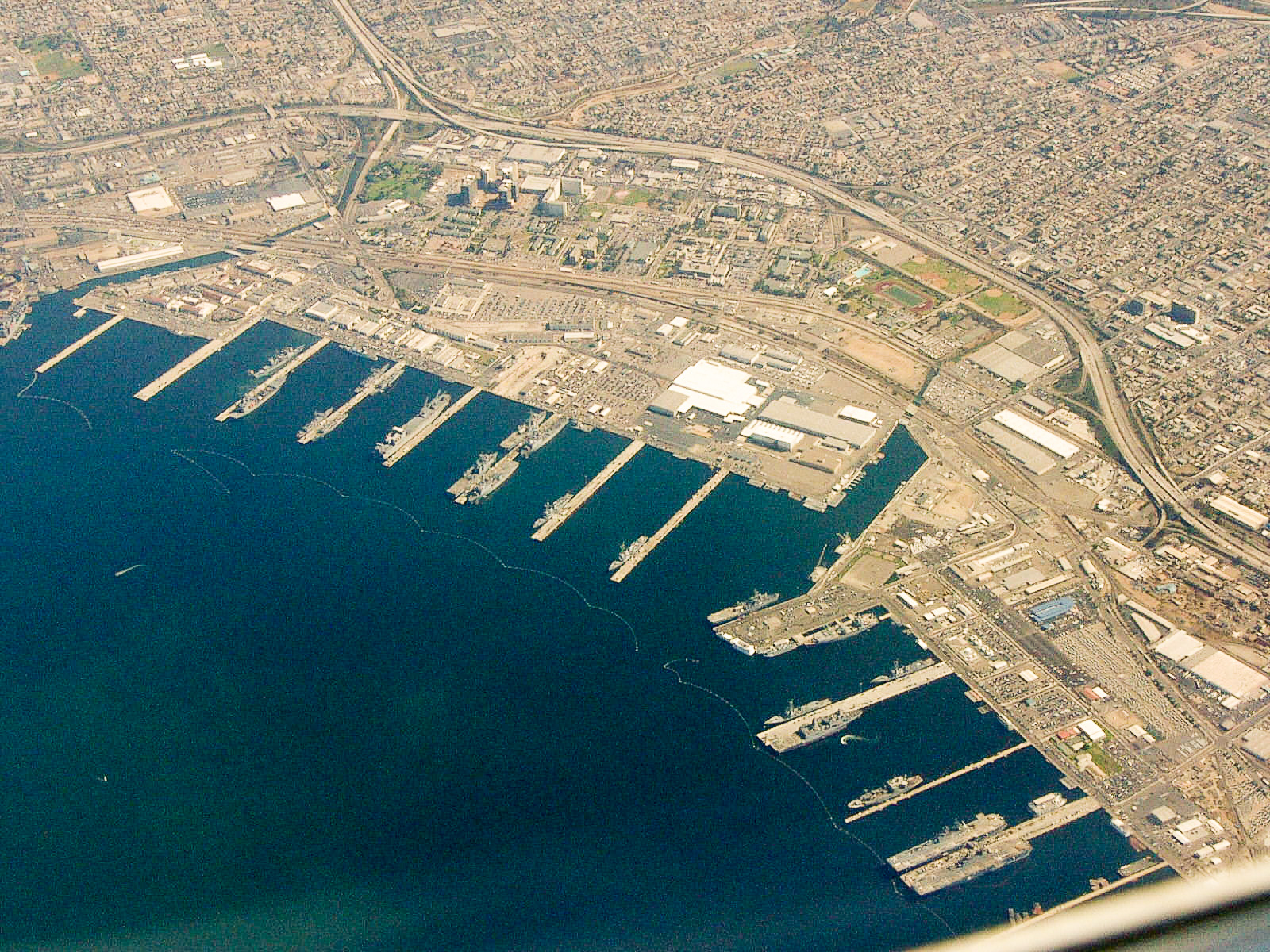
Vista aérea da Base Naval de San Diego.

A Base Naval de San Diego (Naval Base San Diego, em inglês) é a maior base da Marinha dos Estados Unidos na costa oeste dos Estados Unidos, em San Diego, Califórnia. É o porto principal da Frota do Pacífico.